# Lysibia longicornis
Lysibia longicornis là một loài tò vò trong họ Ichneumonidae.